# Potrillo (Artemis Fowl)
Potrillo es un personaje de la serie literaria Artemis Fowl del autor irlandés Eoin Colfer. Es un centauro sumamente inteligente y es el inventor de la mayor parte de la tecnología de las Criaturas Mágicas, exceptuando los inventos de la duendecilla Opal Koboi. Este centauro trabaja en una cabina ultrasegura con cristales tintados que le permitan ver a los miembros de la Policía de los Elementos del Subsuelo trabajar. Su invento más popular es la iriscam, una microcámara en el iris que puede dotar a la persona o criatura de visión térmica, visión de rayos-X o capacidad para ver a gran distancia.
- Datos: Q9062015